# Cantón de Roybon
El cantón de Roybon era una división administrativa francesa, que estaba situada en el departamento de Isère y la región de Ródano-Alpes.

## Composición
El cantón estaba formado por once comunas:
- Beaufort
- Châtenay
- Lentiol
- Marcilloles
- Marcollin
- Marnans
- Montfalcon
- Roybon
- Saint-Clair-sur-Galaure
- Thodure
- Viriville

## Supresión del cantón de Roybon
En aplicación del Decreto nº 2014-180 de 18 de febrero de 2014, el cantón de Roybon fue suprimido el 22 de marzo de 2015 y sus 11 comunas pasaron a formar parte del nuevo cantón de Bièvre.